# Escudo de Ribamontán al Monte
El escudo de Ribamontán al Monte es uno de los símbolos del ayuntamiento de Ribamontán al Monte (Cantabria), junto a su bandera. Dicho escudo queda organizado de la manera siguiente: escudo de oro, el árbol encina de sinople; en punta, ondas de azur y plata. Al timbre, corona real cerrada.
El escudo fue adoptado por el ayuntamiento siendo autorizado por el Ministerio de la Gobernación el día 18 de marzo de 1976, previo informe favorable emitido por la Real Academia de la Historia.